# The Spy
The Spy ist eine französisch-US-amerikanische Miniserie des Regisseurs Gideon Raff. Sie ist eine Koproduktion zwischen dem französischen Fernsehsender Canal+ und dem US-Streamingdienst Netflix und erzählt, basierend auf der Biografie L’espion qui venait d’Israël von Uri Dan und Yeshayahu Ben Porat, vom Leben des Mossad-Spions Eli Cohen (dargestellt von Sacha Baron Cohen). Veröffentlicht wurde die Serie am 6. September 2019 auf Netflix.

## Handlung
Die Episoden folgen der Anwerbung, der Ausbildung und den Auslandseinsätzen des Mossad-Spions Eli Cohen. Die Geschichte spielt in den Jahren vor dem Sechstagekrieg zwischen Israel und den arabischen Staaten Ägypten, Jordanien und Syrien im Juni 1967.

## Rezeption

### Kritiken
Maresa Sedlmeir von der Süddeutschen Zeitung schreibt, die Dramaturgie überzeuge mit ihren „andauernde[n] Ortswechsel zwischen Mossad-Büro, Cohens Wohnung in Damaskus und der seiner Frau in Tel Aviv“. Die Geschichten seien „geschickt miteinander verwoben“, sodass man „bei Nadias Schwangerschaft ebenso wie bei den Morsenachrichten an den Mossad“ mitfiebere.

### Auszeichnungen
Bei den Golden Globe Awards 2020 war Sacha Baron Cohen in der Kategorie Bester Hauptdarsteller – Miniserie oder Fernsehfilm nominiert.